# Аз-Захир Биамриллах
Абу Насир Мухаммад ибн Ахмад аз-За́хир Биамрилла́х (араб. الظاهر بأمر الله‎;
1176—1226) — багдадский халиф из династии Аббасидов, сын Ахмад ан-Насира.

## Биография
Сын халифа Ан-Насира. Став халифом после смерти отца в возрасте 49 лет; cлыл добродетельным и набожным человеком.
Во время своего короткого правления (процарствовал девять месяцев) успел снизить налоги и создать сильную армию.
Умер в возрасте 50 лет в 1226 году; у него по крайней мере было два сына: Мустансир, который наследовал отцу как глава Багдадского халифата, и аль-Мустансир II, который стал Каирским халифом (был «теневым халифом», то есть фактически не правил).